# Aphistogoniulus vampyrus
Espèce
Statut de conservation UICN

 LC  : Préoccupation mineure
Aphistogoniulus vampyrus est une espèce de mille-pattes endémique de Madagascar.

## Répartition et habitat
Cette espèce n'est présente que dans le parc national d'Andohahela dans le sud de Madagascar. Elle vit dans la forêt tropicale humide de montagne, entre 900 et 1 500 m d'altitude.